# Куру-Узень (Демерджі)
Куру-Узень, Куру-Озен (крим. Quru Özen), Калавайда, Ксир-Пата, Сухорічка (тюрк. куру — сухий; грецьк. ксерос — сухий; потамос, потамі — річка) — річка в Криму. Починається на схилах гірського масиву Демерджі-яйла, впадає у Чорне море в поселенні Сонячногірське (Ялтинський район), на південний захід від гирла річки Східний Улу-Узень. Маловодна. Пересихає.

## Опис
Довжина річки приблизно 7,03 км, найкоротша відстань між витоком і гирлом — 6,75  км, коефіцієнт звивистості річки — 1,04 . Формується багатьма безіменними струмками та загатами.

## Розташування
Бере початок на південно-західній стороні від села Генеральське. Тече переважно на південний схід і у південно-західній частині села Сонячногірське впадає у Чорне море.

## Цікавий факт
- Біля селі Сонячногірське річку перетинає автошлях Р29 (автомобільний шлях регіонального значення на території України, довжиною 120,6 км, пролягає від Алушти до Феодосії).